# Prodrome des Cinquième et Sixième Familles de l'Aethéogamie
Prodrome des Cinquième et Sixième Familles de l'Aethéogamie (abreviado Prodr. Aethéogam.) es un libro con ilustraciones y descripciones botánicas que fue escrito por el naturalista francés Ambroise Marie François Joseph Palisot de Beauvois y publicado en París en el año 1805 con el nombre de Prodrome des Cinquieme et Sixtieme Familles de l'Aetheogamie. Les Mousses. Les Lycopodes.